# Septemberbewegung
Die Septemberbewegung war ein unblutiger Pariser Volksaufstand vom 4. und 5. September 1793. Auslöser war, vor dem Hintergrund einer zunehmenden Stadtarmut und eines allgemeinen Brotmangels, die Nachricht, dass Girondisten und Royalisten Toulon an die Engländer ausgeliefert hätten.
Das einfache Volk trug daraufhin am Morgen des 4. September der Commune ihre Forderungen vor, welche sich daraufhin mit Pierre-Gaspard Chaumette und dem Bürgermeister Jean-Nicolas Pache an die Spitze der Bewegung stellte. Mit dem Ausruf „Krieg den Tyrannen! Krieg den Aristokraten! Krieg den Schiebern!“ zogen die Sektionen aus, um den Konvent zu besetzen. 
In der „Petition der Bürger von Paris“ wurde die Aufstellung einer inneren Revolutionsarmee, die Bildung von Standgerichten sowie einer fahrbaren Guillotine gefordert. Dieser Druck bewirkte, dass die Bergpartei durch Georges Danton vor dem Konvent die Annahme der Hauptforderungen veranlasste.
Obwohl die Septemberbewegung nicht auf die Enragés zurückgeführt werden kann, wurde Jacques Roux mit seinen radikalen Forderungen am 5. September von Maximilien de Robespierre als Unruhestifter verhaftet.